# Городище (Зуевский район)
Городище (удм. Порка́р «марийское городище») — деревня в Зуевском районе Кировской области России. Входит в состав Октябрьского сельского поселения.

## География
Деревня находится в восточной части Кировской области, в подзоне южной тайги, к востоку от реки Косы, на расстоянии приблизительно 31 километра (по прямой) к юго-юго-западу (SSW) от города Зуевки, административного центра района. Абсолютная высота — 194 метра над уровнем моря.
Климат
Климат характеризуется как континентальный, с холодной многоснежной зимой и умеренно тёплым летом. Средняя температура воздуха самого холодного месяца (января) составляет −14 °C (абсолютный минимум — −45 °С); самого тёплого месяца (июля) — 18 °C (абсолютный максимум — 36 °С). Безморозный период длится в течение 119 дней. Годовое количество атмосферных осадков — 525 мм. Снежный покров держится в течение 155—160 дней.

## Население
| 1710 | 1873 | 1891 | 1905 | 1926 | 1950 | 1989 |
| ---- | ---- | ---- | ---- | ---- | ---- | ---- |
| 29   | ↗400 | ↗428 | ↗462 | ↘423 | ↘344 | ↘139 |
| 2002 | 2010 |      |      |      |      |      |
| ↗168 | ↘95  |      |      |      |      |      |

Половой состав
По данным Всероссийской переписи населения 2010 года в гендерной структуре населения мужчины составляли 43,2 %, женщины — соответственно 56,8 %.
Национальный состав
Согласно результатам переписи 2002 года, в национальной структуре населения русские составляли 58 % из 168 чел., удмурты — 41 %.